# Walter How
Walter Ernest How (Bermondsey, 25 dicembre 1885 – Londra, 5 agosto 1972) è stato un marinaio ed esploratore britannico. Ha partecipato alla spedizione Endurance in Antartide sotto il comando di Ernest Henry Shackleton.

## Biografia
Dopo alcune esperienze di navigazione lungo il Tamigi ed al largo delle coste del Labrador, How viene scelto da Shackleton per partecipare alla spedizione Endurance in Antartide. Insieme a William Bakewell, How aiuta il giovane Perce Blackborow ad imbarcarsi clandestinamente a bordo dell'Endurance. Offertosi volontario anche per la spedizione Quest è costretto a ritirarsi prima della partenza a causa della morte del padre. Nei successivi anni si è arruolato nella marina mercantile ed ha avuto una discreta fama come artista.